# ブライス・キャンベル
ブライス・キャンベル（Bryce Campbell、1994年9月21日 - ）は、メジャーリーグラグビー、シカゴ・ハウンズに所属するラグビーユニオン選手。

## プロフィール
- アメリカ合衆国・インディアナ州インディアナポリス出身。
- ポジションはセンター(CTB)。
- 身長 184cm、体重 107kg
- アメリカ代表キャップは40（2023年2月現在）でラグビーワールドカップ2019のアメリカ代表に選ばれた[1]。

## 略歴
グレンデール・ラプターズを経て、2018年、ロンドン・アイリッシュに加入。  
2020年、オースティン・ギルグロニスに加入。  
2023年、シカゴ・ハウンズに加入。